# Constantin Dimitriadis
Constantin Dimitriadis (en grec moderne : Κωνσταντίνος Δημητριάδης [Konstantínos Dimitriádis]), né à Stenimachos (auj. Assénovgrad) le 27 février 1879 et mort le 28 octobre 1943 à Athènes, est un sculpteur grec.

## Biographie
Élève du sculpteur Georgios Vroutos (en), il étudie à l'École des beaux-arts d'Athènes, puis, grâce à une bourse à l'Académie de la Grande Chaumière, à l'École nationale supérieure des Beaux-Arts de Paris où il est élève de Jules Coutan, et à l'Académie Julian. En 1930, il devient directeur de l'École des beaux-arts d'Athènes.
Il obtient une mention honorable au Salon des artistes français de 1908 dont il est membre ainsi qu'une médaille de 3e classe en 1909.
Il remporte la médaille d'or de la compétition artistique des Jeux olympiques d'été de 1924 avec sa sculpture représentant un lanceur de disque finlandais.
Élu membre de l'Académie d'Athènes en 1936, ses œuvres sont exposées, entre autres, au Salon de Paris, au Salon d'Automne et à la Biennale de Venise de 1936.

## Galerie

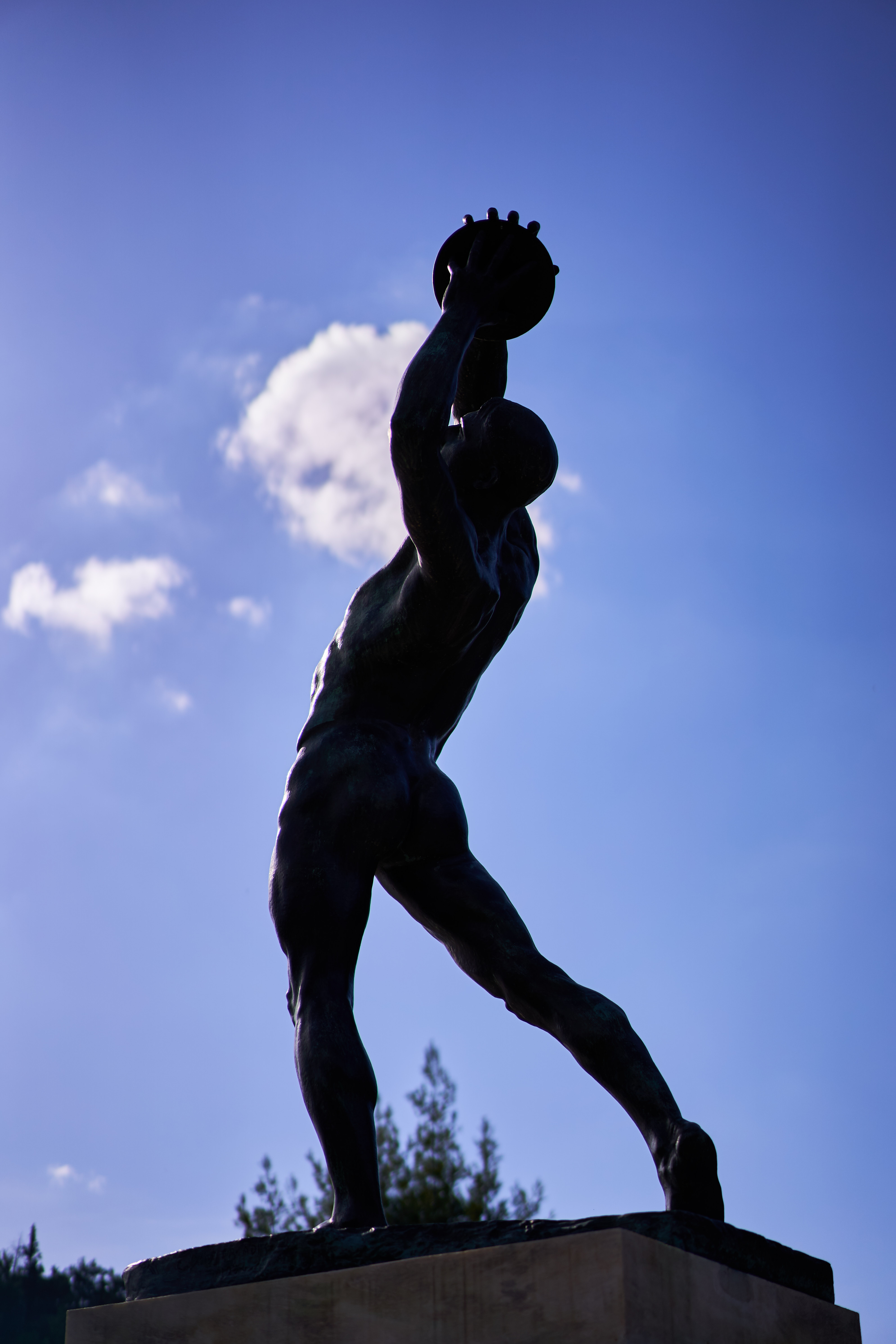
Copie du lanceur de disque finlandais à Athènes
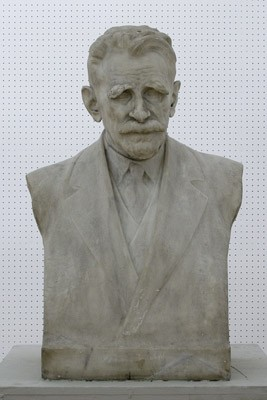
Buste du poète Kostis Palamas